# Phú Đa (xã)
Phú Đa là một xã thuộc huyện Vĩnh Tường, tỉnh Vĩnh Phúc, Việt Nam.
Xã có diện tích 6,43 km², dân số năm 1999 là 5061 người, mật độ dân số đạt 787 người/km².